# ميخائيل بيتر
ميخائيل بيتر (بالألمانية: Michael Peter)‏ هو لاعب هوكي الحقل ألماني، ولد في 7 مايو 1949 في هايدلبرغ في ألمانيا، وتوفي في 23 أكتوبر 1997 في لايمن في ألمانيا.

## وصلات خارجية
- ميخائيل بيتر على موقع اللجنة الأولمبية الدولية (الإنجليزية)
- ميخائيل بيتر على موقع أوليمبيديا (الإنجليزية)